# Natsuiro
Albums de dream
Dream Meets Best Hits Avex
(2004) Boy Meets Girl
(2005)
Compilations par dream
777 ~Another Side Story~
(2005)
 Natsuiro  (ナツイロ) est un mini-album (ou EP) du groupe dream, sorti en 2005.

## Présentation
L’album sort le 27 juillet 2005 au Japon sous le label avex trax, quatre mois seulement après le précédent album du groupe, 777 ~Another Side Story~. Il atteint la 28e place du classement Oricon, et reste classé pendant deux semaines. Il sort aussi au format "CD+DVD" avec une pochette différente et un DVD en supplément contenant le clip vidéo d'un des titres. C'est le premier mini-album du groupe, enregistré par la formation à sept membres ; un deuxième sortira cinq mois plus tard : Boy Meets Girl.
Le mini-album Natsuiro contient six chansons inédites, dont Sweet Summer Days qui est utilisée comme générique de fin de l'émission télévisée The Jyoho Tsuu, Shine of Voice qui est utilisée comme générique d'ouverture de la série anime Ichigo 100%, et Kono Natsu ga Owaru Mae ni pour laquelle un clip vidéo a été tourné et qui figurera également sur la compilation 7th Anniversary Best qui sortira un an et demi plus tard.

## Formation
- 1re génération : Kana Tachibana, Yū Hasebe
- 2e génération : Sayaka Yamamoto, Erie Abe, Aya Takamoto, Ami Nakashima, Shizuka Nishida

## Liste des titres
| CD    | CD                                                              | CD                                           | CD    | CD | CD | CD | CD | CD | CD |
| No    | Titre                                                           | Paroles / Musique / Arrangements             | Durée |    |    |    |    |    |    |
| ----- | --------------------------------------------------------------- | -------------------------------------------- | ----- | -- | -- | -- | -- | -- | -- |
| 1.    | Blue Navigation                                                 | Goro Matsui / Kenji Hayashida / Jin Nakamura | 4:20  |    |    |    |    |    |    |
| 2.    | Sweet Summer Days                                               | Shiho Aiyoshi / Go Takahashi / Akira Murata  | 3:56  |    |    |    |    |    |    |
| 3.    | Kono Natsu ga Owaru Mae ni (この夏が終わる前に)                 | Aki / Kazz / Akira Murata                    | 4:38  |    |    |    |    |    |    |
| 4.    | Flavour ~You Stick In My Mind~ (flavour ~YOU STICK IN MY MIND~) | Archibold / Archibold / Archibold            | 5:01  |    |    |    |    |    |    |
| 5.    | La Maschera (La MASCHERA)                                       | Goro Matsui / Kenji Hayashida / Tatoo        | 4:27  |    |    |    |    |    |    |
| 6.    | Shine of Voice (SHINE OF VOICE)                                 | Miyako Kawahara / Osamu Sasaki / Tatoo       | 4:10  |    |    |    |    |    |    |
| 26:32 |                                                                 |                                              |       |    |    |    |    |    |    |

| 1. | Kono Natsu ga Owaru Mae ni (この夏が終わる前に) | Clip vidéo |  |